# Simon Pedersen (fodboldspiller)
 For alternative betydninger, se Simon Pedersen. (Se også artikler, som begynder med Simon Pedersen)
Simon Pedersen (født 10. april 1999) er en dansk fodboldspiller, der spiller for Vanløse IF. 

## Ungdom
Simon Pedersen begyndte sin karriere i Lyngby BK.